# 索尼娅·奥沙利文
索尼娅·奥沙利文（英語：Sonia O'Sullivan，1969年11月28日—），爱尔兰女子田径运动员。她曾代表爱尔兰参加1992年、1996年、2000年和2004年夏季奥林匹克运动会田径比赛，其中2000年奥运会获得一枚银牌。